# Gonzalo Jiménez de Quesada
Gonzalo Jiménez de Quesada y Rivera ou Giménez de Quesada  (Córdova? ou Granada?, 1509 — Mariquita, Colômbia, 1579) foi um explorador, conquistador e historiador espanhol que participou na conquista da Colômbia, tendo morrido na busca vã do El Dorado. Foi o fundador de Bogotá entre outras cidades.